# Socialdemokraterne (Litauen)
 For alternative betydninger, se Socialdemokraterne (flertydig). (Se også artikler, som begynder med Socialdemokraterne)
Socialdemokraterne (litauisk: Lietuvos socialdemokratų partij, LSDP) er et litauisk politisk parti. Et parti med samme navn blev oprettet i 1896 og partiet genopstod efter Litauens uafhængighed fra Sovjetunionen. Initiativtagerne kom fra venstrefløjen i Sąjūdis. I 2001 blev partiet slået sammen med Lietuvos demokratinė darbo partija (LDDP), et parti oprettet af reformorienterede medlemmer fra det tidligere kommunistparti (litauisk: Lietuvos komunistų partija). Det nye parti vedtog at videreføre det historiske LSDP-navn.
I valget til Litauens parlament 2008 fik partiet 11,73 % af stemmerne, hvilket gav dem 25 mandater, fem flere end i valget 2004.
Ved Præsidentvalget i 2009 blev partiets kandidat, Algirdas Butkevičius, nummer 2, efter løsgængeren Dalia Grybauskaite.